# فرد إس. كاميرون
فرد إس. كاميرون هو منافس ألعاب قوى كندي، ولد في 11 نوفمبر 1886 في Advocate Harbour ‏ في كندا، وتوفي في 18 مارس 1953.